# アルガルヴェ・カップ2011
アルガルヴェ・カップ2011（英: Algarve Cup 2011）は、2011年3月2日から3月9日にかけて開催された第18回目のアルガルヴェ・カップである。

## 出場国
| グループA - アメリカ合衆国 - 日本 - ノルウェー - フィンランド | グループB - アイスランド - スウェーデン - 中華人民共和国 - デンマーク | グループC - ウェールズ - チリ - ポルトガル - ルーマニア |

## 開催方式
各グループで総当たり戦を行い、その後以下の組み合わせで順位決定戦を行う。
- 1位・2位：グループAの1位とグループBの1位
- 3位・4位：グループAの2位とグループBの2位
- 5位・6位：グループAの3位とグループBの3位
- 7位・8位：グループA/Bの4位とグループCの1位
- 9位・10位：グループA/Bの4位とグループCの2位
- 11位・12位：グループCの3位とグループCの4位

※グループA/Bの4位チームのうち、成績上位のチームは7位・8位決定戦に、下位のチームは9位・10位決定戦に進む。

## 結果

### グループリーグ

#### グループ A
| 順 | チーム         | 試 | 勝 | 分 | 敗 | 得 | 失 | 差  | 点 |
| -- | -------------- | -- | -- | -- | -- | -- | -- | --- | -- |
| 1  | アメリカ合衆国 | 3  | 3  | 0  | 0  | 8  | 1  | +7  | 9  |
| 2  | 日本           | 3  | 2  | 0  | 1  | 7  | 2  | +5  | 6  |
| 3  | ノルウェー     | 3  | 1  | 0  | 2  | 2  | 4  | −2  | 3  |
| 4  | フィンランド   | 3  | 0  | 0  | 3  | 1  | 11 | −10 | 0  |

| 2011年3月2日 15:00 |

| 日本          | 1 - 2           | アメリカ合衆国                 |
| 宮間あや 28分 | レポート（JFA） | ロドリゲス 6分 · ラピノー 17分 |

| エスタディオ・ムニシパル（サント・アントニオ） |

| 2011年3月2日 18:00 |

| ノルウェー                          | 2 - 1           | フィンランド  |
| トシュネス 29分 · ヘルロヴセン 39分 | レポート（JFA） | カルマリ 28分 |

| エスタディオ・ムニシパル（ラゴス） |

| 2011年3月4日 15:00 |

| 日本                                                                | 5 - 0           | フィンランド |
| 大野忍 16分 · 川澄奈穂美 18分 · 永里優季 47分 · 山口麻美 70分, 86分 | レポート（JFA） |              |

| エスタディオ・ムニシパル（ラゴス） |

| 2011年3月4日 15:00 |

| アメリカ合衆国                | 2 - 0           | ノルウェー |
| タープリー 33分 · ロイド 63分 | レポート（JFA） |            |

| エスタディオ・ムニシパル（サント・アントニオ） |

| 2011年3月7日 15:00 |

| ノルウェー | 0 - 1           | 日本          |
|            | レポート（JFA） | 永里優季 58分 |

| コンプレクソ・デスポルティーヴォ・ベラヴィスタ（パルシャル） |

| 2011年3月7日 15:00 |

| フィンランド | 0 - 4           | アメリカ合衆国                                   |
|              | レポート（JFA） | ボックス 8分 · ロイド 13分 · モーガン 45分, 55分 |

| エスタディオ・ムニシパル（クアルテイラ） |

#### グループ B
| 順 | チーム         | 試 | 勝 | 分 | 敗 | 得 | 失 | 差 | 点 |
| -- | -------------- | -- | -- | -- | -- | -- | -- | -- | -- |
| 1  | アイスランド   | 3  | 3  | 0  | 0  | 5  | 2  | +3 | 9  |
| 2  | スウェーデン   | 3  | 2  | 0  | 1  | 5  | 3  | +2 | 6  |
| 3  | デンマーク     | 3  | 1  | 0  | 2  | 2  | 4  | −2 | 3  |
| 4  | 中華人民共和国 | 3  | 0  | 0  | 3  | 1  | 4  | −3 | 0  |

| 2011年3月2日 15:00 |

| スウェーデン     | 1 - 2            | アイスランド                        |
| オクヴィスト 2分 | レポート（SvFF） | マルグリェート 40分 · カトリン 55分 |

| エスタディオ・ムニシパル（ローレ） 観客数: 250人 主審: 深野悦子 |

| 2011年3月2日 15:00 |

| 中華人民共和国 | 0 - 1           | デンマーク       |
|                | レポート（DBU） | T.ニールセン 1分 |

| デスポルティーヴォ・ダ・ノラ・パルク（フェレイラス） 観客数: 105人 主審: ダイアン・フェレイラ＝ジェイムズ |

| 2011年3月4日 15:00 |

| アイスランド              | 2 - 1           | 中華人民共和国 |
| マルグリェート 27分, 50分 | レポート（KSI） | 馬君 21分      |

| エスタディオ・ムニシパル（アルブフェイラ） |

| 2011年3月4日 15:00 |

| デンマーク      | 1 - 3           | スウェーデン                   |
| ペデルセン 10分 | レポート（DBU） | ランドストレム 8分, 54分, 60分 |

| エスタディオ・ジョゼ・アルカンジョ（オリョン） 観客数: 275人 主審: ガアール・ジェンジ |

| 2011年3月7日 15:00 |

| 中華人民共和国 | 0 - 1            | スウェーデン  |
|                | レポート（SvFF） | シェリン 62分 |

| エスタディオ・ジョゼ・アルカンジョ（オリョン） 主審: キャロル・シェナール |

| 2011年3月7日 15:00 |

| デンマーク | 0 - 1           | アイスランド |
|            | レポート（DBU） | ドウラ 55分  |

| エスタディオ・ムニシパル（ラゴス） 観客数: 36人 主審: クリスティーナ・ペデルセン |

#### グループ C
| 順 | チーム     | 試 | 勝 | 分 | 敗 | 得 | 失 | 差 | 点 |
| -- | ---------- | -- | -- | -- | -- | -- | -- | -- | -- |
| 1  | ウェールズ | 3  | 2  | 0  | 1  | 5  | 5  | 0  | 6  |
| 2  | ポルトガル | 3  | 1  | 2  | 0  | 4  | 2  | +2 | 5  |
| 3  | ルーマニア | 3  | 1  | 1  | 1  | 4  | 3  | +1 | 4  |
| 4  | チリ       | 3  | 0  | 1  | 2  | 1  | 4  | −3 | 1  |

| 2011年3月2日 18:00 |

| ポルトガル                              | 3 - 1           | ウェールズ    |
| コウト 11分, 61分 · フェルナンデス 54分 | レポート（JFA） | ダイクス 42分 |

| エスタディオ・ムニシパル（サント・アントニオ） |

| 2011年3月2日 15:00 |

| ルーマニア          | 2 - 0           | チリ |
| ドゥーサ 34分, 55分 | レポート（JFA） |      |

| エスタディオ・ムニシパル（ラゴス） |

| 2011年3月4日 18:00 |

| チリ | 0 - 0           | ポルトガル |
|      | レポート（JFA） |            |

| エスタディオ・ムニシパル（サント・アントニオ） |

| 2011年3月4日 18:00 |

| ウェールズ                            | 2 - 1           | ルーマニア |
| フィッシュロック 60分 · ランダー 72分 | レポート（JFA） |            |

| エスタディオ・ムニシパル（ラゴス） |

| 2011年3月7日 18:00 |

| チリ       | 1 - 2           | ウェールズ                  |
| サモラ ?分 | レポート（JFA） | フィッシュロック 24分, 60分 |

| エスタディオ・アルガルヴェ（ファロ） |

| 2011年3月7日 18:00 |

| ポルトガル | 1 - 1           | ルーマニア |
|            | レポート（JFA） |            |

| コンプレクソ・デスポルティーヴォ・ベラヴィスタ（パルシャル） |

### 順位決定戦

#### 11位決定戦
| 2011年3月9日 10:30 |

| ルーマニア | 1 - 1           | チリ |
|            | レポート（JFA） |      |
|            | PK戦            |      |
|            | 5 - 6           |      |

| コンプレクソ・デスポルティーヴォ・ベラヴィスタ（パルシャル） |

#### 9位決定戦
| 2011年3月9日 11:00 |

| フィンランド | 1 - 2           | ポルトガル |
|              | レポート（JFA） |            |

| エスタディオ・ムニシパル（ローレ） |

#### 7位決定戦
| 2011年3月9日 11:00 |

| 中華人民共和国 | 2 - 1           | ウェールズ |
|                | レポート（JFA） |            |

| エスタディオ・ムニシパル（アルブフェイラ） |

#### 5位決定戦
| 2011年3月9日 11:00 |

| ノルウェー                                                      | 0 - 0           | デンマーク                                                            |
|                                                                 | レポート（DBU） |                                                                       |
|                                                                 | PK戦            |                                                                       |
| ギスケ バルゲ クラヴェネス ヴィケスタッド イェルムセト ヴィーク | 5 - 4           | Ka.ペデルセン ハンセン S.ニールセン Kr.ペデルセン モンク ウルントフト |

| デスポルティーヴォ・ダ・ノラ・パルク（フェレイラス） 観客数: 46人 主審: イェニー・パルムクヴィスト |

#### 3位決定戦
| 2011年3月9日 13:30 |

| 日本                                  | 2 - 1            | スウェーデン    |
| 上尾野辺めぐみ 21分 · 川澄奈穂美 33分 | レポート（SvFF） | シェグラン 14分 |

| コンプレクソ・デスポルティーヴォ・ベラヴィスタ（パルシャル） 主審: カーリ・ザイツ |

#### 決勝戦
| 2011年3月9日 17:00 |

| アメリカ合衆国                                                  | 4 - 2            | アイスランド                          |
| ロイド 10分 · チェニー 45+1分 · オライリー 55分 · モーガン 87分 | レポート（USSF） | マルグリェート 26分 · ハトルベラ 28分 |

| エスタディオ・アルガルヴェ（ファロ） 観客数: 1,500人 主審: ビビアナ・シュタインハウス |

## 優勝国
| アルガルヴェ・カップ2011優勝国    |
| --------------------------------- |
| · アメリカ合衆国 · 2大会連続8回目 |

## 得点ランキング
| 順位 | 選手名                                       | 得点数 |
| ---- | -------------------------------------------- | ------ |
| 1    | マルグリェート・ラウラ・ヴィザルスドッティル | 4      |
| 2    | アレックス・モーガン                         | 3      |
| 2    | カーリー・ロイド                             | 3      |
| 2    | ジェシカ・フィッシュロック                   | 3      |

## 表彰
| 賞             | 受賞者 |
| -------------- | ------ |
| 大会最優秀選手 | 澤穂希 |
| フェアプレー賞 | チリ   |